# Polygonia albescens
Polygonia albescens är en fjärilsart som beskrevs av Hermann Stauder 1922. Polygonia albescens ingår i släktet Polygonia och familjen praktfjärilar. Inga underarter finns listade i Catalogue of Life.